# Šušnjari (Križ)
Šušnjari is een plaats in de gemeente Križ in de Kroatische provincie Zagreb. De plaats telt 140 inwoners (2001).